# Centre d'Higiene Mental de les Corts
Centre d'Higiene Mental de les Corts és un centre sanitari creat el 1975 com a proposta alternativa que oferia una atenció comunitària, preventiva, assistencial i rehabilitadora. Va ser una associació pionera en l'atenció de les malalties psiquiàtriques, amb un nou tarannà assistencial, i va introduir aire fresc en un àmbit sanitari afectat pel desfasament i la saturació. El 2004 va rebre la Medalla d'Honor de Barcelona.
La resposta global i multidisciplinària defineix la filosofia d'aquesta institució, que atén més de 4.000 pacients anuals dels districtes de Les Corts i Sarrià - Sant Gervasi, i que compta amb un equip de 50 professionals procedents d'un ampli camp formatiu, integrat per psiquiatres, psicòlegs, infermers, treballadors socials, educadors socials i administratius implicats en la consolidació d'una nova manera d'entendre el benestar psicològic o l'anomenada higiene mental, una perspectiva
relacionada amb la promoció de la salut, la prevenció, la detecció precoç, la millora de la qualitat de vida i la integració de les persones afectades en el seu entorn.
L'associació té cinc dispositius assistencials integrats en la xarxa de salut mental d'utilització pública del Servei Català de la Salut: un centre dirigit a infants i adolescents, dos equipaments centrats en la població adulta i dos espais més especialitzats en la rehabilitació i la integració social, organitzats en tres àmbits o camps d'actuació. En el primer s'intenta evitar la malaltia i promoure la salut mental, per tal que la persona gaudeixi de nivells més alts de benestar psicològic. En el segon es procura portar a terme una detecció precoç que eviti les evolucions més negatives. En un tercer àmbit, els professionals implicats intenten frenar l'evolució crònica de la patologia. Les reunions d'equip i les sessions clíniques, com també les activitats formatives habituals i les celebracions puntuals on participen experts de renom internacional, completen l'exigència d'una preparació competent.